# Sport Club Internacional
Sport Club Internacional (mais conhecido simplesmente como Internacional ou Inter, popularmente pelo apelidos de Colorado e Clube do Povo, e cujo acrônimo é SCI) é um clube multiesportivo brasileiro com sede na cidade de Porto Alegre, capital do Rio Grande do Sul. Foi fundado em 4 de abril de 1909 pelos irmãos Poppe, com o objetivo de ser uma instituição democrática e sem preconceitos. Tem como suas cores o vermelho e o branco e seus torcedores são conhecidos como colorados. No futebol é um dos clubes mais vitoriosos do Brasil e das Américas, sendo o terceiro maior campeão internacional do país, ao lado de Flamengo e Cruzeiro, com sete conquistas oficiais, superado somente por Santos e São Paulo. Suas maiores conquistas foram as do Mundial de Clubes da FIFA, em 2006, e os dois títulos da Copa Libertadores da América, em 2006 e 2010, além de uma Copa Sul-Americana de forma invicta, em 2008, dois títulos da Recopa Sul-Americana, em 2007 e 2011, e uma Levain Cup/CONMEBOL (Copa Suruga Bank), em 2009.
Em relação às conquistas em nível nacional, o Internacional é detentor de três títulos do Campeonato Brasileiro (1975, 1976 e 1979), sendo o terceiro de forma invicta, além de uma Copa do Brasil e um Torneio Heleno Nunes. É o primeiro clube da Região Sul a conquistar títulos nacionais e a disputar uma final de Copa Libertadores. Além disso, manteve-se durante vinte e quatro anos seguidos (1975–1998) na liderança do Ranking de Pontos do Campeonato Brasileiro, período em que disputou sete semifinais, três fases finais e quatro finais da competição (1975, 1976, 1979 e 1988). O Internacional ainda é o maior vencedor do Campeonato Gaúcho, tendo conquistado quarenta e cinco vezes a competição, e detém o recorde de maior número de conquistas consecutivas: oito vezes, entre os anos de 1969 e 1976.
Desde 1969, manda suas partidas de futebol no estádio Beira-Rio, de propriedade do clube, com capacidade para mais de cinquenta mil torcedores. O local passou por uma ampla reforma entre 2010 e 2014 para poder sediar partidas da Copa do Mundo de 2014. Além disso, o clube é dono do Ginásio Gigantinho e do Centro de Treinamentos Parque Gigante. O time feminino, por sua vez, joga na sede campestre do SESC, em Porto Alegre, desde 2020. O Internacional é um dos clubes de futebol mais populares do Brasil, com uma torcida estimada em 6,4 milhões de torcedores espalhados pelo país. É clube pioneiro do país no programa sócio-torcedor, lançado em 2003. Em 2020, contava com mais de cento e vinte mil associados. No mesmo ano foi considerado o quinto clube mais valioso do futebol brasileiro, avaliado em 1,749 bilhão de reais, em estudo da empresa Sports Value. Contudo, o clube atingiu o maior déficit anual da história ao fechar 2020 com noventa milhões de reais de prejuízo e vem registrando resultados financeiros negativos desde 2016. O seu presidente atual é Alessandro Barcellos, que assumiu o mandato no início de 2021.
Além do futebol masculino, o Internacional mantém ou já manteve outras modalidades esportivas coletivas e individuais, como futebol feminino, atletismo, e-sports, basquete, boxe, taekwondo, voleibol e futebol de salão. Nesta última, conquistou a Liga Futsal de 1996, a Copa Libertadores de Futsal de 2000, a Copa Intercontinental de Futsal de 1996 e oito títulos estaduais. No futebol feminino, é o maior vencedor do Campeonato Gaúcho, com dez títulos, sendo o mais recente em 2020. Entre os seus maiores ídolos no futebol estão jogadores como Carlitos, Larry Pinto de Faria, Bodinho, Paulo Roberto Falcão, Elías Figueroa, Valdomiro, Claudiomiro, Manga, Caçapava, Índio, Fernandão (homenageado pelo clube com uma estátua) e Andrés D'Alessandro.

## História

### 1909-1939: Fundação e primeiros títulos

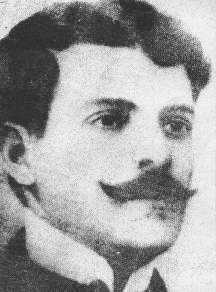
Henrique Poppe foi um dos fundadores do Internacional.

O clube foi fundado em 4 de abril de 1909, pelo jornalista brasileiro Henrique Poppe Leão, junto com seus irmãos Luiz Madeira Poppe e José Eduardo Poppe, que se transferiram de São Paulo para Porto Alegre, em 1901, e encontraram dificuldades para a prática do futebol, uma vez que os principais clubes da cidade, à época, eram restritos a descendentes de alemães. O nome é uma referência à abertura a todas nacionalidades e uma homenagem ao Internacional paulista, do qual os irmãos Poppe fizeram parte.
O reconhecimento estadual aconteceu em 7 de setembro de 1927, quando o Inter sagrou-se campeão gaúcho pela primeira vez, ao vencer o Bagé no estádio da Baixada (antigo estádio do Grêmio) por 3–1, em dois tempos de quarenta minutos. Em 1934, o clube conquistou seu segundo título estadual ao vencer por 1–0 o Grêmio Atlético Farroupilha.

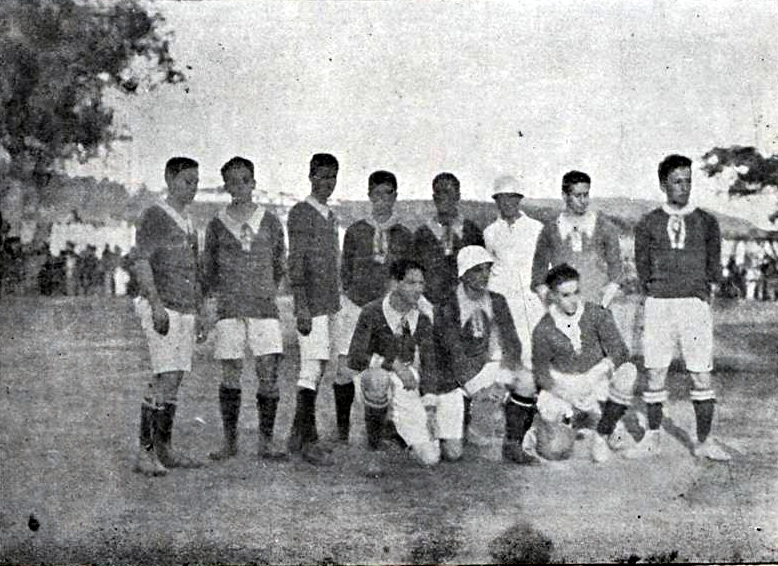
Time de 1919

Uma nova era se iniciava no Internacional com a inauguração do Estádio dos Eucaliptos, em 1931, no bairro Menino Deus. O novo palco seria cenário de grandes conquistas e da ascensão colorada ao posto de maior clube do sul do Brasil. A estreia não poderia ter sido mais simbólica: vitória por 3 a 0 sobre o maior rival. Cada vez mais identificado como o Clube do Povo, o Inter reforçava sua conexão com as classes populares, tanto nas arquibancadas quanto dentro de campo.
Era o tempo de craques como Sylvio Pirillo, talento nascido na Ilhota, e Tupan, vindo da Liga da Canela Preta. O Colorado começava a moldar o lendário Rolo Compressor. Em 1938, apenas um ano após a profissionalização do futebol no estado, o Inter aplicou um sonoro 11 a 0 no Grêmio. O placar, no entanto, foi reduzido para 6 a 0 pelo árbitro Álvaro Silveira.

### 1940–1974: ORolo Compressor, projeção nacional e inauguração do Estádio Beira-Rio

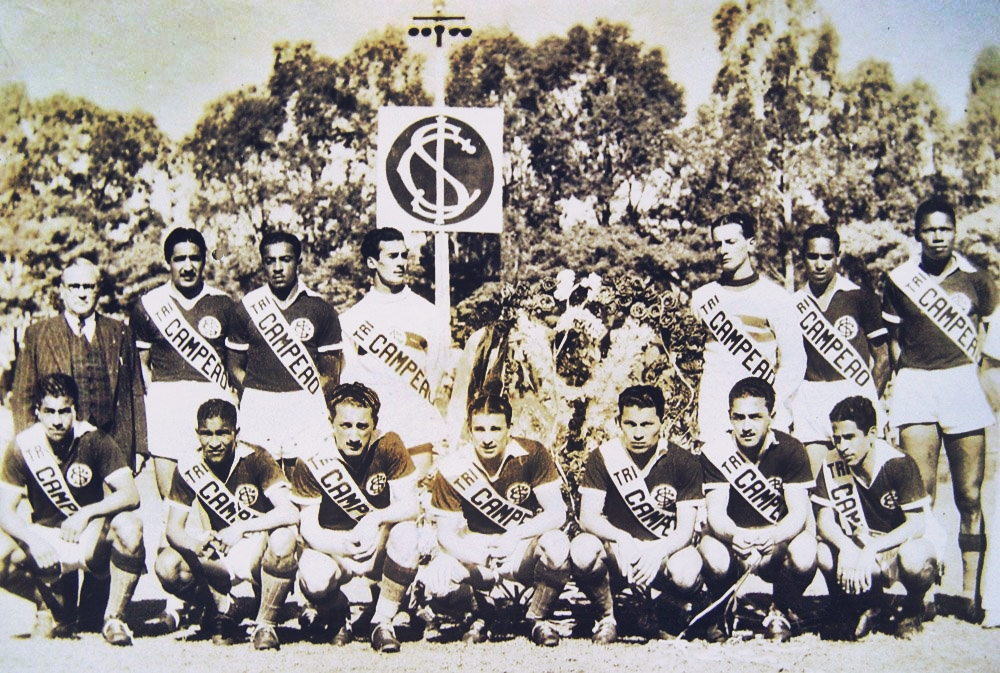
Equipe do Internacional em 1942, ano em que o Rolo Compressor conquistou seu terceiro Campeonato Gaúcho consecutivo.

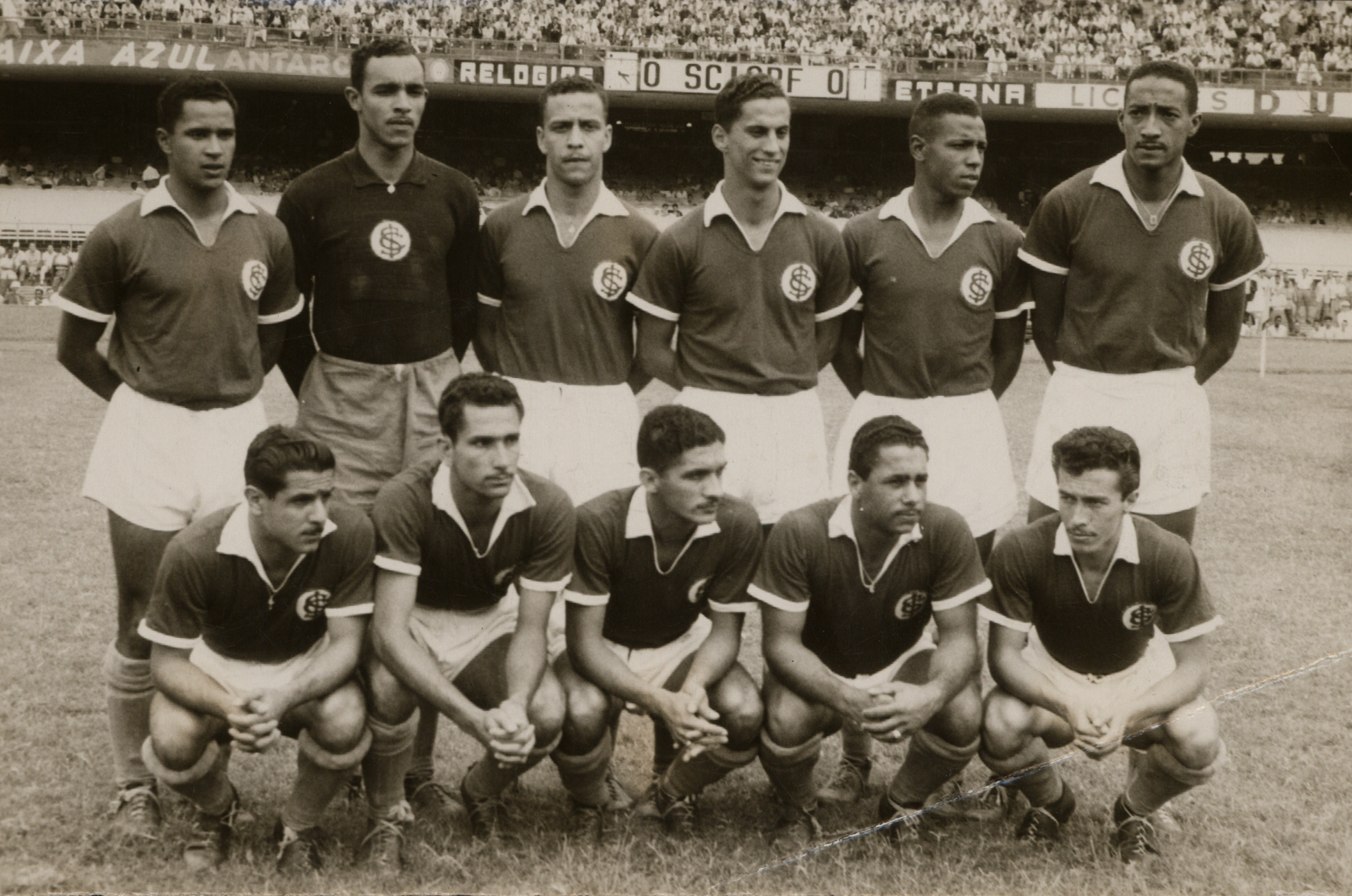
Time do Internacional de 1953.

O Rolo Compressor foi um time extremamente ofensivo, que durou de 1940 até 1948, conquistando oito estaduais em nove anos. O motivo de tamanha superioridade datava de 1928, ano que o Inter passou a utilizar jogadores negros em seu grupo, prática ainda não adotada pelo rival Grêmio até 1952. Isto acabou fortalecendo a equipe, que não tinha restrições e acabava sempre com os melhores jogadores, além de criar o carinhoso apelido de 'Clube do Povo'. Esta equipe contou com vários dos maiores craques já surgidos no Internacional.
Em 18 de novembro de 1945, o Internacional ganhou o inédito título de hexacampeão gaúcho, na Timbaúva, estádio do Força e Luz, jogando contra o Pelotas. A partir daí é que o apelido de 'Rolo Compressor' dado por Vicente Rao ganhou fama. Os grandes clubes do eixo Rio-SP apareciam com propostas milionárias, mas os jogadores recusavam-se a sair de Porto Alegre.
A primeira vitória de um clube gaúcho frente a um clube paulista em São Paulo aconteceu no dia 28 de maio de 1967. O Internacional venceu o Corinthians por 1–0, no Pacaembu, valendo a fase quadrangular final do Torneio Roberto Gomes Pedrosa daquele ano.
O Estádio Beira-Rio começou a ser construído em 1959 em grande parte com a contribuição da torcida, que trazia tijolos, cimento e ferro para a obra, inclusive do interior. Nesse sentido, havia programas especiais de rádio, para mobilizar os torcedores colorados em todo o Rio Grande do Sul. Consta que até Falcão, mais tarde ídolo colorado, chegou a trazer tijolos para a construção. O Beira-Rio foi inaugurado no domingo de 6 de abril de 1969, sessenta anos e dois dias depois da fundação do clube. No jogo inaugural, contra o Benfica de Portugal, Claudiomiro faz o primeiro gol do Inter no estádio. De repente, um homem grande começou a chorar, e a abanar para a torcida, enquanto dava a volta olímpica no gramado: era Rui Tedesco, o engenheiro que concluiu o Beira-Rio. Emocionados estavam também os dirigentes, mas nada era maior do que o orgulho dos torcedores. Naquela tarde nascia o Gigante da Beira-Rio.

### 1975–1980: Tricampeonato brasileiro e a primeira final de Libertadores

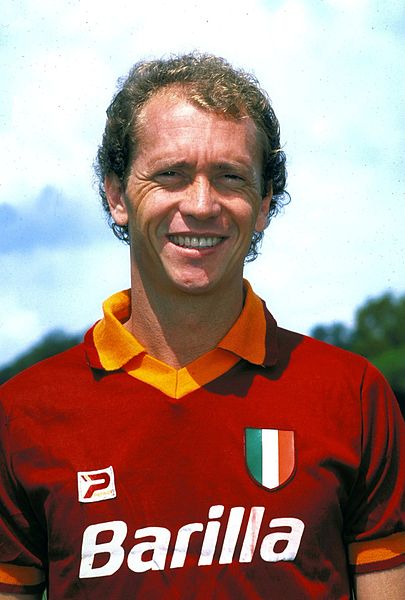
Paulo Roberto Falcão, tricampeão brasileiro e vice-campeão da Libertadores pelo Internacional, é considerado como o maior jogador da história do clube. Na foto, Falcão atuando pela Roma na década de 1980.

O time de 1975 começou a ser montado no ano anterior. Em 1974, o clube contratou o goleiro Manga, do Nacional, e o ponteiro-esquerdo Lula, do Fluminense. Das categorias de base, subiram jogadores como Caçapava, Chico Fraga e Batista. Em 1975, chegaria o centroavante Flávio, unindo-se a uma equipe que já contava com jogadores como Figueroa, Falcão, Paulo César Carpegiani e Valdomiro. O Campeonato Brasileiro, que era amplamente dominado pelos paulistas, donos de 12 dos 18 títulos nacionais disputados até então, seja na Taça Brasil, seja no Torneio Roberto Gomes Pedrosa, foi vencido por um clube gaúcho. Ao todo, foram 29 jogos, 58 pontos ganhos, 18 vitórias, oito empates e apenas três derrotas. O prestígio colorado alcançou proporções nacionais antes mesmo de assegurar a taça, em 14 de dezembro. No domingo anterior, o Internacional venceu a "Máquina Tricolor" do Fluminense de Didi e Rivellino em pleno Maracanã. Mesmo com favoritismo ao lado dos cariocas, a equipe de Rubens Minelli aplicou um "nó tático" fora de casa para vencer a semifinal por 2–0, gols de Lula e Carpegiani. O Internacional venceu o duelo contra o Cruzeiro pelo placar de 1–0, no Beira-Rio, na final do Campeonato Brasileiro 1975. Com este resultado, o Internacional sagrou-se campeão. O gol da vitória foi marcado pelo chileno Figueroa, que subiu mais alto que a zaga cruzeirense e desviou de cabeça, marcando o gol em um pequeno rastro da luz do Sol sobre a área, que ficou conhecido como o ''gol iluminado''. Com este resultado, o Internacional ampliou a sequência de quatro jogos sem perder para o adversário no Brasileiro Unificado. O Colorado teve no campeonato o ataque mais positivo, o goleiro menos vazado e o goleador, Flávio, com 16 gols.
O Internacional chegou ao octacampeonato inédito no Campeonato Gaúcho, em 1976. Com o técnico Rubens Minelli comandando a maioria dos títulos, o Colorado montou um time nos anos 1970 que tinha craques como Falcão, Carpeggiani, Figueroa e destaques como Valdomiro, Flávio, Claudiomiro, Escurinho, Jair, Dario, Lula, Marinho, Manga, Batista e Caçapava. Uma grande equipe que teve o primeiro e o último títulos do octacampeonato conquistados na arena vermelha do Beira-Rio. A decisão do octa se deu no dia 22 de agosto de 1976, ao vencer o rival Grêmio por 2–0, com gols de Lula e Dario.

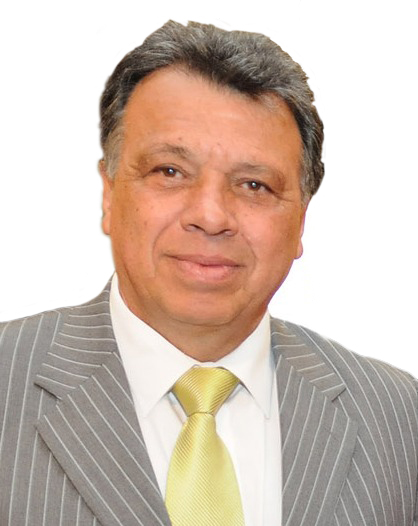
Elías Figueroa, autor do famoso "gol iluminado" válido pela final do Campeonato Brasileiro de 1975

Com número recorde de participantes, o Campeonato Brasileiro de 1979 foi disputado por 94 equipes. Depois da realização de três fases de grupos, chegou-se à semifinal, em que o Internacional eliminou o Palmeiras, enquanto que o Vasco deixou o Coritiba pelo caminho. Na decisão, o Internacional venceu o Vasco as duas partidas (2–0 no Rio de Janeiro e 2–1 em Porto Alegre). Paulo Roberto Falcão anotou o último gol da vitoriosa campanha, que selava o tricampeonato brasileiro dos colorados em 23 de dezembro de 1979. Assim, o clube gaúcho se tornava campeão invicto, com campanha de 16 vitórias e 7 empates. O primeiro e o único, sem contar a fase pré-1971 da competição, em suas denominações Taça Brasil e Torneio Roberto Gomes Pedrosa. Tal façanha foi tema de um livro escrito por Falcão, ídolo do clube, intitulada "O time que nunca perdeu".
A terceira estrela colocada sobre o distintivo do clube encerrou uma década de glórias do Internacional, que além dos três títulos nacionais (1975, 1976 e 1979), também foi marcada pelo octacampeonato gaúcho (venceu todos os regionais de 1969 a 1976). O ano de 1980 foi marcado pelo desmanche daquela equipe do Internacional que encantou o Brasil na década de 1970. O Colorado fez história novamente sendo o primeiro clube do Sul do país a disputar uma final de Copa Libertadores. O Internacional era uma equipe sólida na defesa e com potência ofensiva, manejado pela figura cerebral de Falcão. O adversário era o Nacional do Uruguai, que fez um grande trabalho na final de ida no Beira-Rio, obtendo um importante empate em 0–0. A revanche foi parelha, mas aos 35 minutos, foi quebrada com um gol de Victorino, dando o segundo título da competição à equipe do Nacional.

### 1981–1991: Títulos amistosos, aSele-Intere a 4ª final de Campeonato Brasileiro

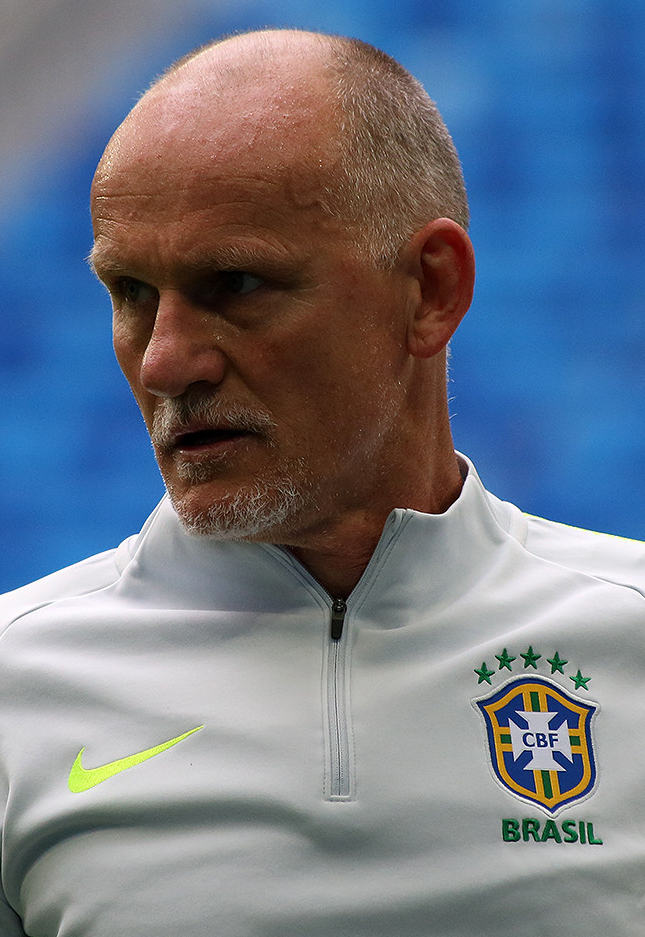
Taffarel foi revelado no Colorado em 1985. O ex-goleiro foi vice-campeão brasileiro de 1988 pelo Internacional e campeão da Copa do Mundo FIFA de 1994 pela Seleção Brasileira. É considerado um dos melhores goleiros de todos os tempos pela IFFHS.

Em 1982, o Internacional conquistou o Troféu Joan Gamper eliminando o Barcelona de Maradona no Camp Nou com mais de 100 mil pessoas e batendo o Manchester City pelo placar de 3–1 na final. Tornou-se o primeiro e único clube fora da Europa a conquistar a taça do torneio amistoso, organizado pelo próprio Barcelona desde 1966.
Em 1984, o Internacional conquistou o tetracampeonato gaúcho e também o Torneio Heleno Nunes, organizado pela CBF.[carece de fontes?] Em consequência disso, teve seu time titular cedido à seleção brasileira para a disputa das Jogos Olímpicos de 1984. A seleção brasileira, também conhecida como "Sele-Inter", eliminou o Canadá nos pênaltis pelas quartas de final, depois venceu a Itália na semifinal 2–1. Na final, contra a França, o maior público da história dos Jogos Olímpicos (101.799 pessoas) acompanhou o jogo que terminou em 2–0 para a França. Assim, o futebol brasileiro conquistou a sua primeira medalha de prata em Jogos Olímpicos de Verão.
Três anos depois, o Colorado protagonizava mais uma decisão, dessa vez contra o Flamengo pelo Módulo Verde da controversa Copa União de 1987. Após empatar por 1–1 em Porto Alegre e perder por 1–0 no Rio de Janeiro, o clube gaúcho foi vice-campeão do Módulo Verde naquele ano.
Na temporada de 1988, o Colorado chegava para mais uma decisão de Campeonato Brasileiro, no qual buscava o tetracampeonato. O adversário foi o Bahia, que o derrotou por 2–1 em Salvador e segurou o empate sem gols em Porto Alegre, culminando em mais um vice-campeonato na história do clube. Com vaga garantida na Copa Libertadores de 1989, o time colorado chegou à semifinal, sendo eliminado pelo Olimpia, do Paraguai, nos pênaltis. A década de 80 ficou marcada por apenas uma conquista nacional, que foi o Torneio Heleno Nunes, realizado em 1984 pela CBF e conquistado pelo Colorado sobre o Bahia, além de quatro conquistas estaduais consecutivas, entre 1981 e 1984. A década de 90 se iniciava com a conquista do 30.º título do Campeonato Gaúcho, em 1991.

### 1992–2005: Retorno doColorado das Glóriase o polêmico Campeonato Brasileiro de 2005

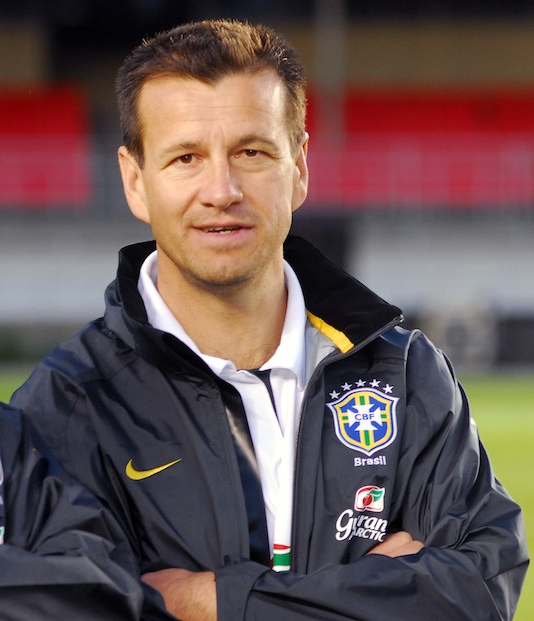
Dunga, revelado no clube, foi capitão da Seleção Brasileira na conquista do tetracampeonato mundial do Brasil em 1994. Em 1999, fez o gol que salvou o time colorado do rebaixamento no Campeonato Brasileiro. É um dos grandes ídolos do Internacional.

Na temporada de 1992, o Internacional conquistou o 31.º título do Campeonato Gaúcho e uma inédita Copa do Brasil. O time colorado eliminou as equipes do Corinthians, Grêmio, Palmeiras e Fluminense no certame nacional. Após confirmar o favoritismo diante do Muniz Freire, o Internacional não deu chances ao Corinthians: goleou os paulistas por 4 a 0 no Pacaembu e alcançou as quartas de final com o empate sem gols no Beira-Rio. Diante do Grêmio, o Colorado despachou o maior rival nos pênaltis por 3–0, após dois empates em 1–1. Com duas vitórias sobre o Palmeiras, os gaúchos se garantiram na final. Apesar da derrota por 2–1 na ida, o Internacional venceu o Fluminense por 1–0 no Beira-Rio e levantou o troféu graças ao gol marcado fora de casa. O técnico Antônio Lopes contou com o artilheiro Gerson da Silva para se sagrar campeão da Copa do Brasil. O atacante contribuiu com nove dos 20 gols marcados pelo Colorado e conquistou a chuteira de ouro do torneio pela terceira vez (1989, 1991 e 1992). O feito de Gerson segue sem ter sido alcançando até os dias de hoje.
Após a conquista nacional, o clube gaúcho teve o direito de jogar a Copa Libertadores de 1993, porém foi eliminado na primeira fase da competição com 3 empates e 3 derrotas. Na temporada de 1994, conquistou seu 32.º título do Campeonato Gaúcho.
Em 1997, o time colorado conquistou mais uma vez o título do Campeonato Gaúcho. No Campeonato Brasileiro, o clube fez a melhor campanha de toda a década de 90, terminando o certame na terceira colocação. Na mesma competição, o Colorado também aplicou uma goleada espetacular sobre seu maior rival, o Grenal dos 5 a 2, em pleno Estádio Olímpico.
Na temporada de 1999, o clube foi semifinalista da Copa do Brasil e defendia o bicampeonato, porém foi eliminado pelo Juventude. No Campeonato Brasileiro, fez uma campanha ruim e escapou do rebaixamento na última rodada com um gol de Dunga contra o Palmeiras. A década de 90 não foi vitoriosa para o clube, que teve apenas uma conquista nacional e quatro no âmbito estadual.
Em 2002, Fernando Carvalho chegava à presidência do Internacional. Dirigente colorado desde os anos 1990, já havia tentado ocupar o principal cargo do clube em eleição anterior, mas fora derrotado. Foi o presidente que conquistou os principais títulos do clube. O clube na década de 2000 revelou grandes jogadores ao futebol brasileiro e mundial, como Lúcio, Fábio Rochemback, Daniel Carvalho, Nilmar, Rafael Sóbis, Alexandre Pato e Leandro Damião. Após escapar do rebaixamento em 2002, o clube reestruturou-se para montar uma equipe competitiva. Na temporada de 2004, o Internacional foi campeão do Campeonato Gaúcho e fez uma campanha histórica na Copa Sul-Americana, chegando à semifinal, sendo eliminado pelo Boca Juniors por 4–2 no placar agregado.
Na temporada de 2005, com o técnico Muricy Ramalho no comando, o Internacional foi pela quarta vez seguida campeão do Campeonato Gaúcho e voltava a defender o tetracampeonato brasileiro. O time colorado liderava o Campeonato Brasileiro de 2005 até a Máfia do Apito ser descoberta. Na ocasião, o árbitro Edílson Pereira de Carvalho estava envolvido em uma esquema de resultados. O STJD resolveu anular 11 partidas, e o Corinthians, que teve dois jogos que perdeu remarcados, recuperou 4 pontos, assumindo a liderança do campeonato, do qual acabaria sendo campeão. Sendo vice-campeão brasileiro em 2005, o time colorado garantiu vaga na Copa Libertadores de 2006. Após o fim do Campeonato Brasileiro, Muricy deixou o comando do Internacional. Com a frustração no Campeonato Brasileiro de 2005, ao iniciar a temporada de 2006, o então presidente Fernando Carvalho anunciou o plano de conquistar o mundo.

### 2006–2011: As conquistas da América e do Mundial

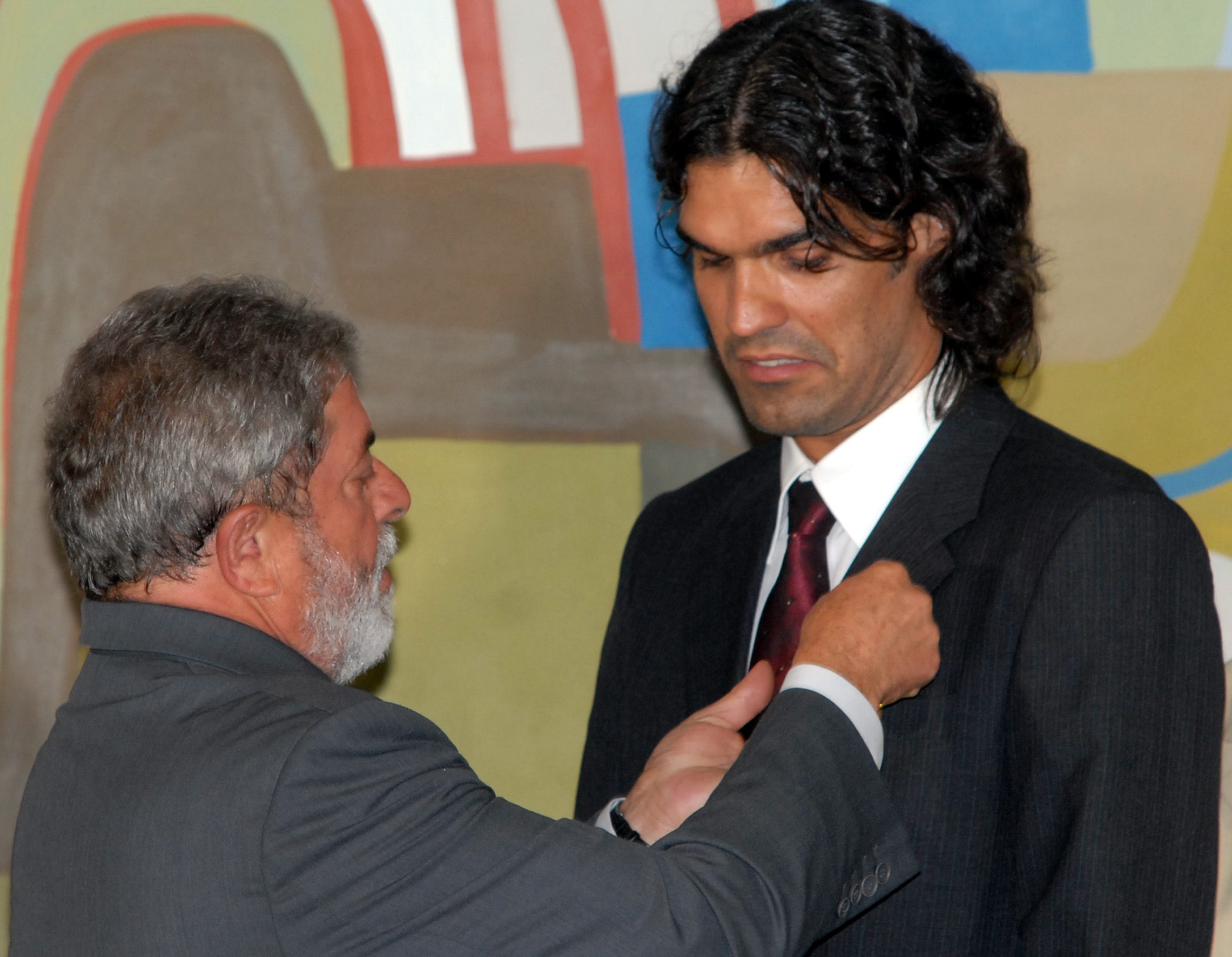
Fernandão, o capitão da conquista do Mundial de Clubes da FIFA de 2006, sendo condecorado com a medalha de Honra ao Mérito Esportivo concedida por Luiz Inácio Lula da Silva.

Superando a amargura do vice-campeonato brasileiro de 2005, o Internacional de Abel Braga deu a volta por cima e sagrou-se campeão da Copa Libertadores no dia 16 de agosto de 2006. Com a vaga garantida na Copa do Mundo de Clubes da FIFA, o Colorado manteve a boa fase no Campeonato Brasileiro, mesmo tendo utilizado o time reserva em boa parte da competição: conseguiu mais uma vez ser vice-campeão brasileiro.
No dia 17 de dezembro de 2006, o Internacional conquistou a Copa do Mundo de Clubes da FIFA, o maior título do clube, ao vencer o Barcelona por 1–0, em Yokohama, no Japão. Depois de erguer as taças da Copa Libertadores e da Copa do Mundo de Clubes da FIFA em 2006, o Colorado conquistou a Recopa Sul-Americana de 2007 e garantiu a inédita Tríplice Coroa Internacional.

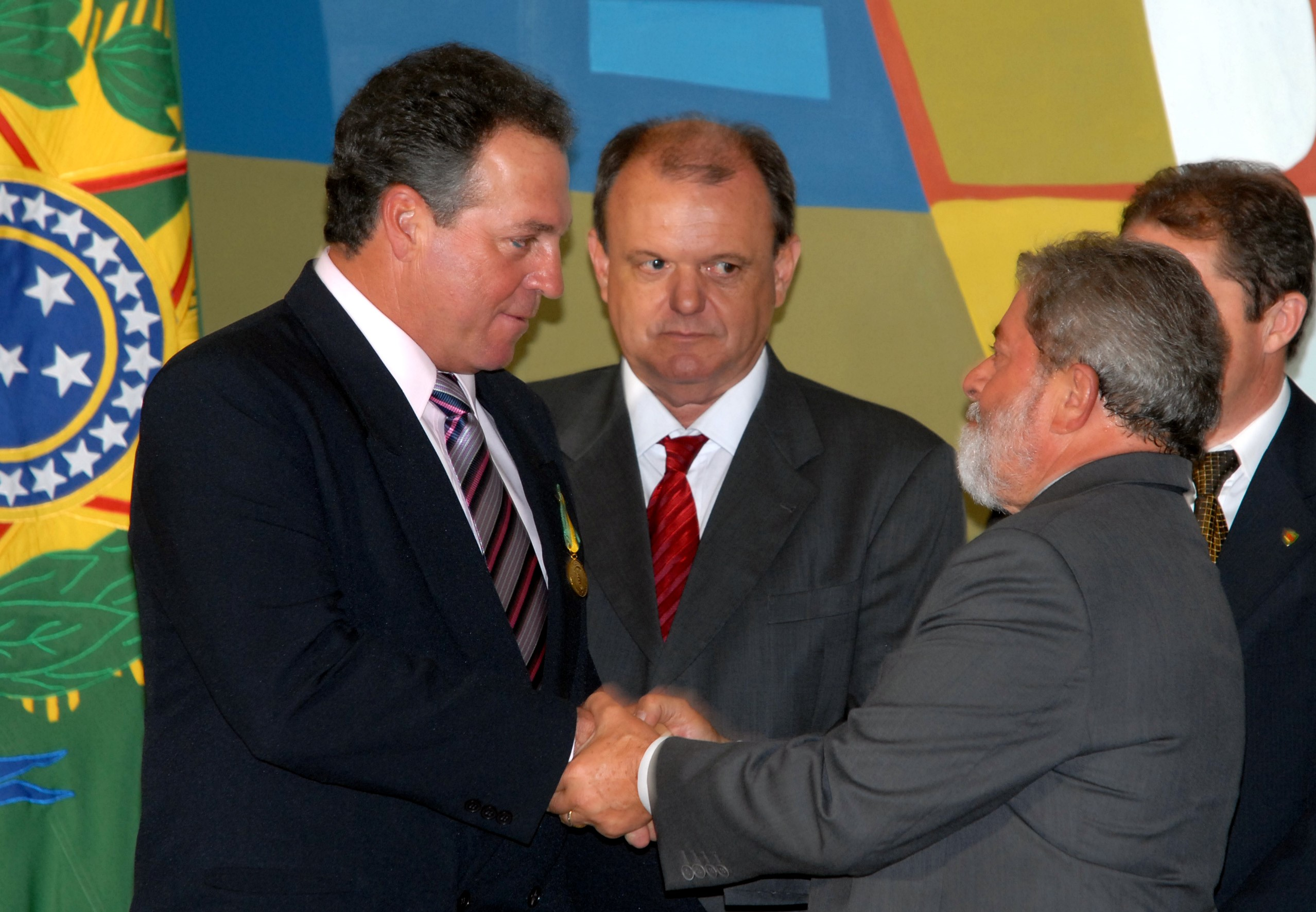
Abel Braga recebendo os cumprimentos de Luiz Inácio Lula da Silva, após receber a medalha de Honra ao Mérito Esportivo pela conquista do Mundial de Clubes da FIFA de 2006.

O Colorado ainda obteve um título inédito para o futebol nacional até então: a Copa Sul-Americana de 2008, na qual foi campeão invicto, com cinco vitórias e cinco empates. O Internacional iniciou o ano de seu centenário conquistando o Campeonato Gaúcho de forma invicta, vencendo o turno (Taça Fernando Carvalho) e o returno (Taça Fábio Koff), sem a necessidade de disputar a final. Foi campeão da Copa Suruga Bank de 2009.
No entanto, perdeu três títulos: foi vice-campeão na Copa do Brasil, no Campeonato Brasileiro e na Recopa Sul-Americana. O Internacional recuperou-se da má fase e sagrou-se bicampeão da Copa Libertadores da América. No Mundial de Clubes, porém, o clube ficou em terceiro lugar após ser eliminado na semifinal. Em 2011, o time colorado conquistou seu mais recente título internacional, sagrando-se bicampeão da Recopa Sul-Americana após vencer o Independiente da Argentina pelo placar de 3–1 no Beira-Rio.

### 2012–2019: O novo Beira-Rio, o hexa gaúcho, descenso e a terceira final de Copa do Brasil

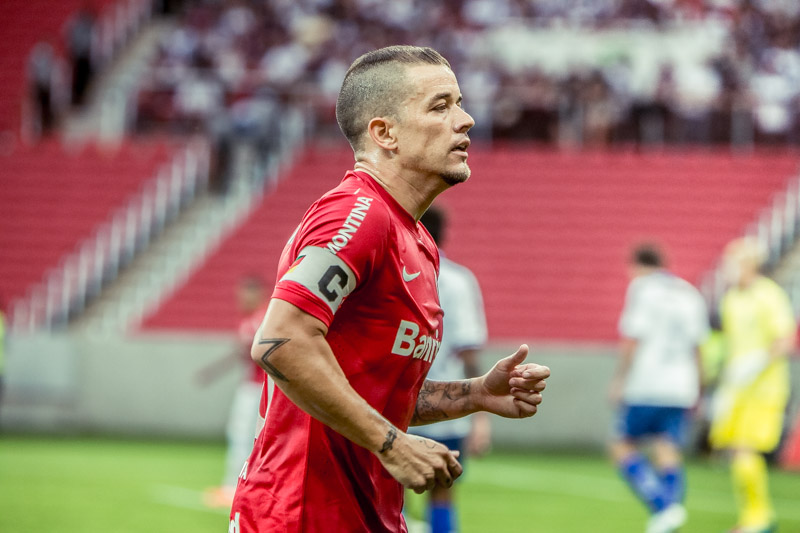
Andrés D'Alessandro é o terceiro jogador que mais atuou pelo Internacional. Entre suas maiores conquistas estão os títulos da Copa Sul-Americana de 2008 e a Copa Libertadores de 2010. Foi eleito o melhor jogador da América em 2010 em uma pesquisa realizada pelo jornal uruguaio El País e reconhecida pela Conmebol.

O clube empenhou-se na reforma do Beira-Rio, que ficou fechado para obras visando à Copa do Mundo de 2014 desde dezembro de 2012, mas os trabalhos já haviam começado em 2011. Nesse período fora de casa, o Inter precisou acomodar-se em estádios temporários, mandando suas partidas no Estádio Centenário, em Caxias do Sul, e no Estádio do Vale, em Novo Hamburgo. Também esteve presente na Copa Libertadores de 2012, sendo eliminado nas oitavas de final e terminou o Campeonato Brasileiro na décima colocação. Na temporada de 2014, o técnico Abel Braga retornou ao clube pela quinta vez. No dia 6 de abril de 2014, o Beira-Rio foi oficialmente reaberto numa partida amistosa entre os donos da casa e o Peñarol, do Uruguai, com vitória do Internacional pelo placar de 2–1. Em 2014, conquistou o seu 43.º título do Campeonato Gaúcho, foi eliminado na terceira fase da Copa do Brasil e na segunda fase da Copa Sul Americana; porém, fez uma boa campanha no Campeonato Brasileiro, terminando na terceira colocação e garantindo vaga para a Copa Libertadores de 2015.
Com a troca de gestão, Abel Braga não renovou com o clube e foi anunciada a contratação de Diego Aguirre para a temporada de 2015. O Colorado conquistou o seu 44.º título do Campeonato Gaúcho, mantendo a sequência e tornando-se pentacampeão estadual. Na Copa Libertadores de 2015, o time colorado foi longe e acabou sendo eliminado na semifinal, terminando o certame na terceira colocação.
Em 2016, com Argel Fuchs comandando o time colorado, o clube manteve a sequência de títulos e sagrou-se hexacampeão estadual ao vencer seu 45.º título do Campeonato Gaúcho, e também foi campeão, pela primeira vez, da Recopa Gaúcha. No âmbito nacional, foi eliminado na semifinal da Copa do Brasil de 2016, porém, no Campeonato Brasileiro, não obteve o mesmo sucesso. A diretoria demitiu Argel e, mesmo com as passagens dos técnicos Falcão, Celso Roth e Lisca, o Internacional não se recuperou da má fase e foi rebaixado pela primeira vez na sua história, terminando a competição em 17.º lugar.

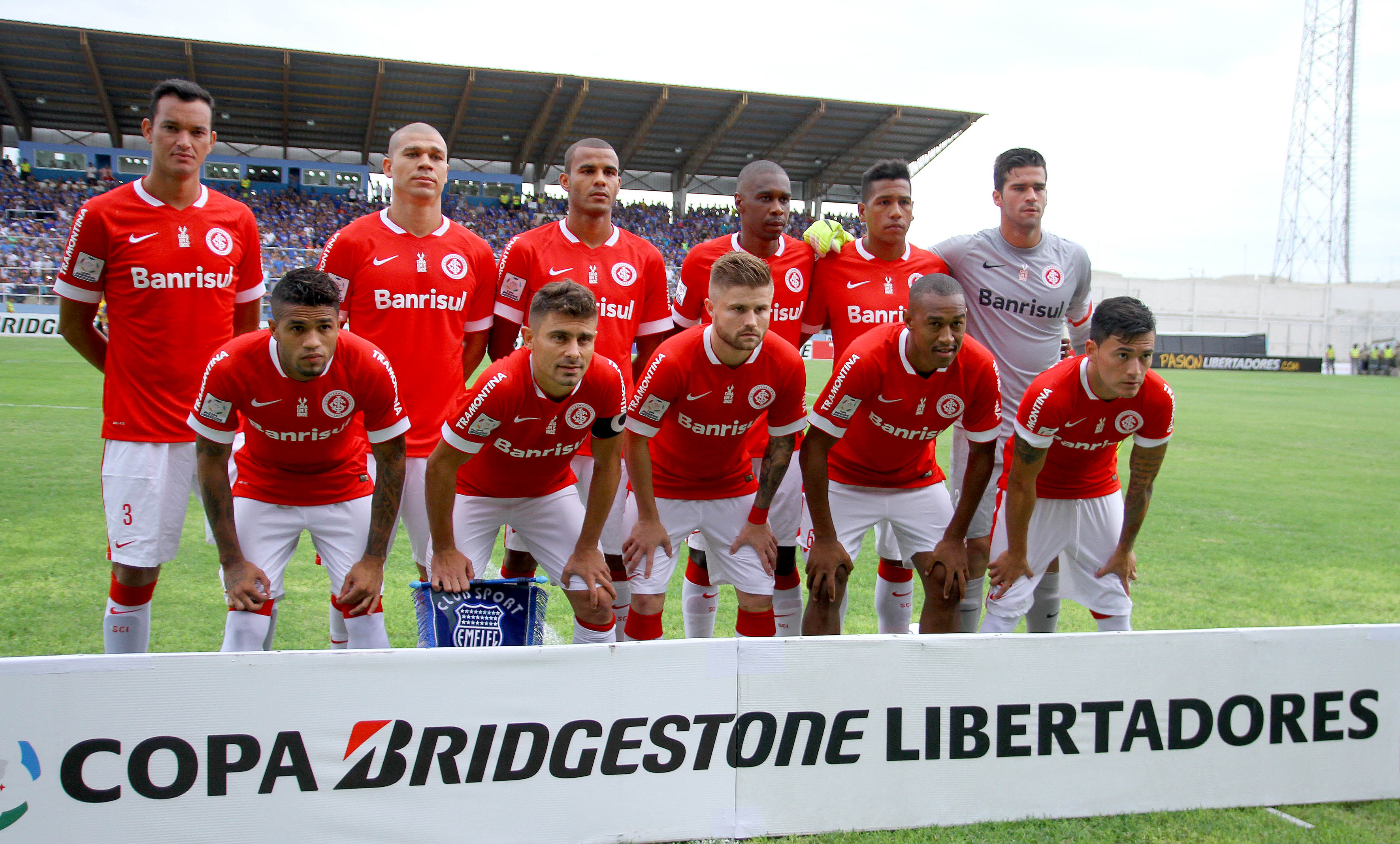
Equipe do Internacional em Guayaquil, no Equador, em partida válida pela fase de grupos da Copa Libertadores de 2015.

Para a temporada de 2017, a diretoria colorada anunciou a contratação do técnico Antônio Carlos Zago. O clube não conseguiu manter a sequência de títulos estaduais, sendo vice-campeão do Campeonato Gaúcho. Na Copa do Brasil, foi eliminado na quinta fase. Zago foi então demitido e a diretoria anunciou a contratação do técnico Guto Ferreira. Este também não resistiu a uma sequência negativa, e, após sua saída, deu lugar ao auxiliar técnico Odair Hellmann, que acabou sendo mais tarde efetivado como técnico para a temporada de 2018. O time colorado foi vice-campeão do Campeonato Brasileiro - Série B, no qual totalizou 71 pontos, em 20 vitórias, 11 empates e apenas 7 derrotas, garantindo o acesso à elite do futebol brasileiro.
Na temporada de 2018, sob o comando do técnico Odair Hellmann, o Internacional ficou em terceiro lugar no Campeonato Brasileiro, em que totalizou 69 pontos, com 19 vitórias, 12 empates e apenas 7 derrotas, classificando-se de forma direta para a Copa Libertadores de 2019.
Em 2019, o Internacional fez uma boa campanha na Copa do Brasil, eliminando grandes equipes como Palmeiras e Cruzeiro. Na final, o Colorado não foi capaz de superar a equipe do Athletico Paranaense, que o venceu nos jogos de ida e de volta. É o segundo vice-campeonato do clube na história da competição.

### 2020–presente: tetracampeonato brasileiro adiado
Para a temporada de 2020 o Internacional anunciou a contratação de nomes como Damián Musto, Thiago Galhardo e o técnico argentino Eduardo Coudet. Com o time na liderança do Campeonato Brasileiro de 2020, e classificado nas demais competições, o clube anuncia a saída do técnico Coudet no dia 9 de novembro. O argentino aceitou uma proposta para treinar o Celta de Vigo, na Espanha, após desentendimentos entre com a diretoria do clube à época.
Em 10 de novembro, o Internacional anunciou o retorno do técnico Abel Braga para a sua sétima passagem pelo clube, com contrato até o final da temporada. Em começo oscilante, e com constantes desfalques devido a graves lesões em jogadores da esquadra titular, o clube foi eliminado da Copa do Brasil, da Copa Libertadores e, na última rodada, foi vice-campeão do Campeonato Brasileiro de 2020. Nesta edição da competição, o clube chegou a nove vitórias consecutivas, batendo o recorde da era dos pontos corridos, que anteriormente pertencera a Cruzeiro (2003) e Flamengo (2019), ambos com oito vitórias seguidas. Após o final da edição do Campeonato Brasileiro de 2020, o técnico Abel Braga deixou o clube.
Para o lugar de Abel, o Internacional contratou o espanhol Miguel Ángel Ramírez. Com Ramírez, o time teve um bom início e chegou a uma série de goleadas, incluindo um 6 a 1 contra o Olímpia, pela Copa Libertadores, resultando na maior goleada da história do clube pela competição. Entretanto, o time logo caiu de rendimento, e, após derrota na final do Campeonato Gaúcho, começo ruim no Brasileirão e eliminação na terceira fase da Copa do Brasil em pleno Beira-Rio, Ramírez foi demitido, ainda em junho de 2021.
Em substituição, Diego Aguirre retornou ao clube, assinando contrato até o final de 2022. Porém, por conta de indecisão das prioridades do treinador, que estava sendo cotado para a seleção nacional de seu país, Aguirre acabou rescindindo seu contrato em comum acordo com o clube, que prontamente contratou Alexander "Cacique" Medina para treinar o time durante a temporada de 2022.
Em 23 de julho de 2023, o Internacional demonstrou que faz jus ao nome ao escalar nove estrangeiros contra o Red Bull Bragantino pela 16.ª rodada do Brasileirão no estádio Nabi Abi Chedid, jogo que ficou no empate em 0 a 0.  Na escalação de Eduardo Coudet, entraram em campo Johnny, nascido nos Estados Unidos; Wanderson, nascido em São Luís e naturalizado belga; os uruguaios Rochet e De Pena; os argentinos Bustos e Mercado; o colombiano Nico Hernández; o equatoriano Enner Valencia e o chileno Aránguiz.

## Símbolos

### Escudo
| Evolução do Escudo do Sport Club Internacional | Evolução do Escudo do Sport Club Internacional | Evolução do Escudo do Sport Club Internacional | Evolução do Escudo do Sport Club Internacional | Evolução do Escudo do Sport Club Internacional | Evolução do Escudo do Sport Club Internacional | Evolução do Escudo do Sport Club Internacional | Evolução do Escudo do Sport Club Internacional | Evolução do Escudo do Sport Club Internacional |
| 1909                                           | 1977–1979                                      | 1980–1982                                      | 1983-1992                                      | 1993–2005                                      | 2006                                           | 2007                                           | 2008                                           | 2009–presente                                  |
| ---------------------------------------------- | ---------------------------------------------- | ---------------------------------------------- | ---------------------------------------------- | ---------------------------------------------- | ---------------------------------------------- | ---------------------------------------------- | ---------------------------------------------- | ---------------------------------------------- |

Originalmente o escudo do Internacional era formado pelas iniciais SCI bordadas em vermelho em um fundo branco. Na década de 50, houve a inversão das cores. A forma atual, com um círculo com o nome do clube e o ano de fundação, foi adotada em 2009.
O escudo circular do Internacional consiste em:
- As inscrições "SC Internacional" (Sport Club) e "1909" (ano de fundação do clube)
- Em branco, as iniciais "SCI" entrelaçadas sobre um círculo vermelho
- Ao longo dos anos, o Internacional acrescentou estrelas, coroa e ramos de louro em seu escudo. Os adornos foram retirados em 2009, ano do centenário do clube.

### Mascote

O Saci é o mascote oficial.

Para identificar o Inter como um clube do povo, nas páginas esportivas da antiga Folha Desportiva e do jornal A Hora, surgiu, na década de 1950, a figura do "Negrinho". Com o tempo, o Negrinho acabou se convertendo no Saci, aquele que gosta de armar ciladas contra as pessoas, como uma analogia ao que o Internacional faria nos campos de futebol. O mascote entrou oficialmente no estatuto do clube em 2006.

### Hino
No final dos anos 1950, foi realizado um concurso para a escolha do hino, havendo muitos candidatos. O escolhido foi composto pelo carioca Nélson Silva, músico do conjunto "Águias de la Medianoche" que morava em Porto Alegre desde 1943. Celeiro de Ases é hoje o hino oficial do clube. Mesmo sem participar do concurso, a canção foi escolhida e Silva doou os direitos para o Internacional. Anos depois, Silva ainda escreveu o hino do Gigante da Beira-Rio.
No ano de 1997 o hino recebeu uma versão com a sonoridade atualizada para o final da década de 1990 do século XX, na voz da dupla de música popular gaúcha Kleiton & Kledir, no álbum "O Hinos dos Grandes Clubes Brasileiros cantados por Feras do Rock e da MPB".
No ano de 2004 o hino recebeu uma nova versão para a primeira década do século XXI, desta vez numa versão em rock e nas vozes de Mano Changes (vocalista da banda Comunidade Nin-Jitsu) e Rafael Malenotti (vocalista da banda Acústicos e Valvulados), na edição de 2004 do álbum "Os Hinos dos Grandes Clubes Brasileiros cantados por Feras do Rock e da MPB".

### Uniforme
A primeira camiseta do Internacional era listrada verticalmente em vermelho e branco, gravata nas duas cores, bermudas brancas e meias pretas. Já em 1909 o Inter adota a camisa vermelha, com bermudas e meias pretas - posteriormente trocadas pelas brancas.
- Uniforme principal - Camisa vermelha, calção e meias brancas;
- Uniforme reserva - Camisa branca, calção e meias vermelhas;
- Uniforme alternativo - Camisa preta, calção e meias pretas.

| 1º Uniforme | 2º Uniforme | 3º Uniforme |

Uniformes dos goleiros
- Camisa amarela, calção e meias amarelas;
- Camisa preta, calção e meias pretas;
- Camisa verde, calção e meias verdes;

| Cores do Time · Cores do Time · Cores do Time · Cores do Time · Cores do Time | Cores do Time · Cores do Time · Cores do Time · Cores do Time · Cores do Time | Cores do Time · Cores do Time · Cores do Time · Cores do Time · Cores do Time |

Uniformes de treino
- Camisa laranja, calção preto e meias brancas;
- Camisa preta, calção preto e meias brancas.

| Jogadores | C. Técnica |

Evolução
|  | 1909 | Ver evolução | 2023 |

#### Material esportivo e patrocinadores
O atual fornecedor de material esportivo do Internacional é a empresa alemã Adidas, com contrato estipulado até o final de 2022. O clube é patrocinado desde 2025 pela casa de apostas Alfa.
| Anos            | Material esportivo | Patrocinador principal               |
| --------------- | ------------------ | ------------------------------------ |
| 1976 - 1981     | Adidas             |                                      |
| 1982 - 1984     | Le Coq             |                                      |
| 1984 - 1986     | Olympikus          |                                      |
| 1987            | Perusso            |                                      |
| 1988            | Umbro              | Coca-Cola                            |
| 1989 - 1994     | Umbro              | Coca-Cola                            |
| 1995 - 1996     | Rhumell            | Aplub                                |
| 1997            | Adidas             | Aplub                                |
| 1998 - 1999     | Adidas             | General Motors                       |
| 2000            | Topper             | General Motors                       |
| 2001 - 2005     | Topper             | Banco do Estado do Rio Grande do Sul |
| 2006 - 2011     | Reebok             | Banco do Estado do Rio Grande do Sul |
| 2012 - 2019     | Nike               | Banco do Estado do Rio Grande do Sul |
| 2020 - 2024     | Adidas             | Banco do Estado do Rio Grande do Sul |
| 2025 - presente | Adidas             | Alfa                                 |

## Títulos

### Futebol Masculino
| HONRARIAS         | HONRARIAS                           | HONRARIAS | HONRARIAS |
|                   | Competição                          | Títulos   | Temporadas |
| ----------------- | ----------------------------------- | --------- | --- |
|                   | Tríplice Coroa Internacional        | 1         | 2006 |
| MUNDIAIS          |                                     |           | |
|                   | Competição                          | Títulos   | Temporadas |
|                   | Copa do Mundo de Clubes da FIFA     | 1         | 2006 |
| INTERCONTINENTAIS |                                     |           | |
|                   | Competição                          | Títulos   | Temporadas |
|                   | Copa Suruga Bank                    | 1         | 2009 |
| CONTINENTAIS      |                                     |           | |
|                   | Competição                          | Títulos   | Temporadas |
|                   | Copa Libertadores da América        | 2         | 2006 e 2010 |
|                   | Copa Sul-Americana                  | 1         | 2008 |
|                   | Recopa Sul-Americana                | 2         | 2007 e 2011 |
| NACIONAIS         |                                     |           | |
|                   | Competição                          | Títulos   | Temporadas |
|                   | Campeonato Brasileiro               | 3         | 1975, 1976 e 1979 |
|                   | Copa do Brasil                      | 1         | 1992 |
|                   | Torneio Heleno Nunes                | 1         | 1984 |
| ESTADUAIS         |                                     |           | |
|                   | Competição                          | Títulos   | Temporadas |
|                   | Campeonato Gaúcho                   | 46        | 1927, 1934, 1940, 1941, 1942, 1943, 1944, 1945,1947, 1948, 1950, 1951, 1952, 1953, 1955, 1961, 1969, 1970, 1971, 1972, 1973, 1974, 1975, 1976, 1978, 1981, 1982, 1983, 1984, 1991, 1992, 1994, 1997, 2002, 2003, 2004, 2005, 2008, 2009, 2011, 2012, 2013, 2014, 2015, 2016 e 2025 |
|                   | Copa FGF                            | 2         | 2009 e 2010 |
|                   | Recopa Gaúcha                       | 2         | 2016 e 2017 |
|                   | Super Copa Gaúcha                   | 1         | 2016 |
|                   | Copa Governador do Estado           | 2         | 1978 e 1991 |
|                   | Campeonato da Região Sul-Fronteira  | 1         | 2016 |
| MUNICIPAIS        |                                     |           | |
|                   | Competição                          | Títulos   | Temporadas |
|                   | Campeonato Citadino de Porto Alegre | 24        | 1913, 1914, 1915, 1916, 1917, 1920, 1922, 1927, 1934, 1936, 1940, 1941, 1942, 1943, 1944, 1945, 1947, 1948, 1950, 1951, 1952, 1953, 1955 e 1972 |
| TOTAL             |                                     |           | |
|                   | Conquistas                          | Títulos   | Categorias |
|                   | Títulos Oficiais                    | 91        | 1 Mundial, 1 Intercontinental, 5 Continentais, 5 Nacionais, 55 Estaduais e 24 Municipais |

 Campeão Invicto

## Estrutura

### Direção

#### Presidentes
O atual presidente do Internacional é Alessandro Barcellos, que tomou posse em janeiro de 2021 e foi reeleito para o triênio 2024-2026. Seu antecessor, Marcelo Medeiros, ficou na presidência por dois mandatos, entre 2017 e 2020.

### Estádios

#### Estádio Ildo Meneghetti

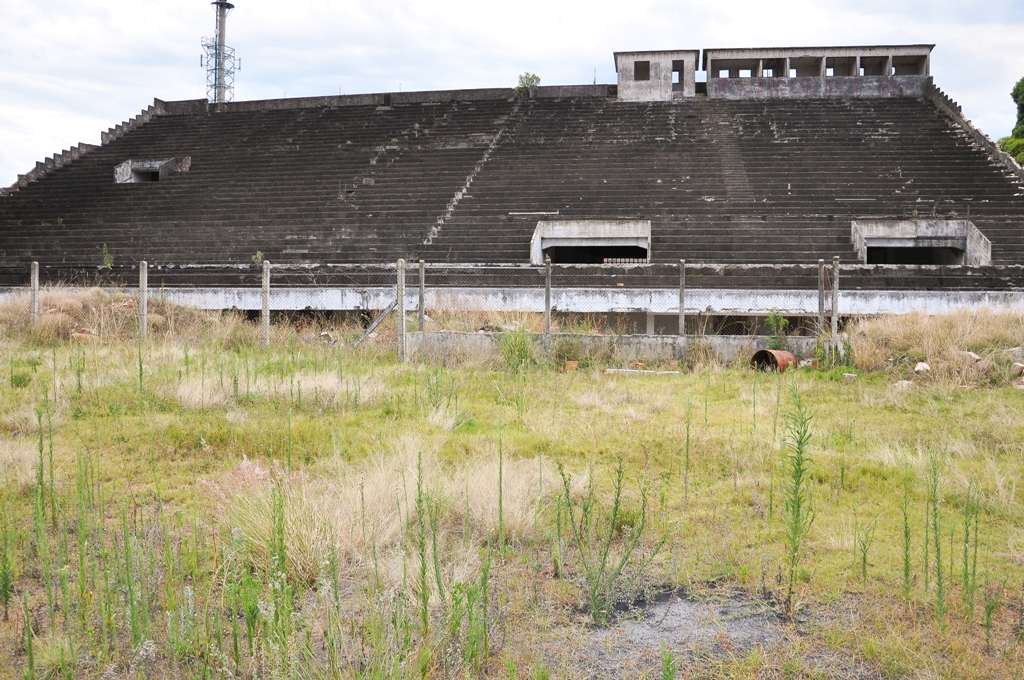
Estádio Ildo Meneghetti em 2012

Estádio dos Eucaliptos foi um estádio de futebol localizado na cidade brasileira de Porto Alegre, no Rio Grande do Sul. Foi construído pelo Sport Club Internacional, que foi seu proprietário até a venda, anunciada em 28 de agosto de 2010 pela diretoria do clube.

#### Estádio Beira-Rio

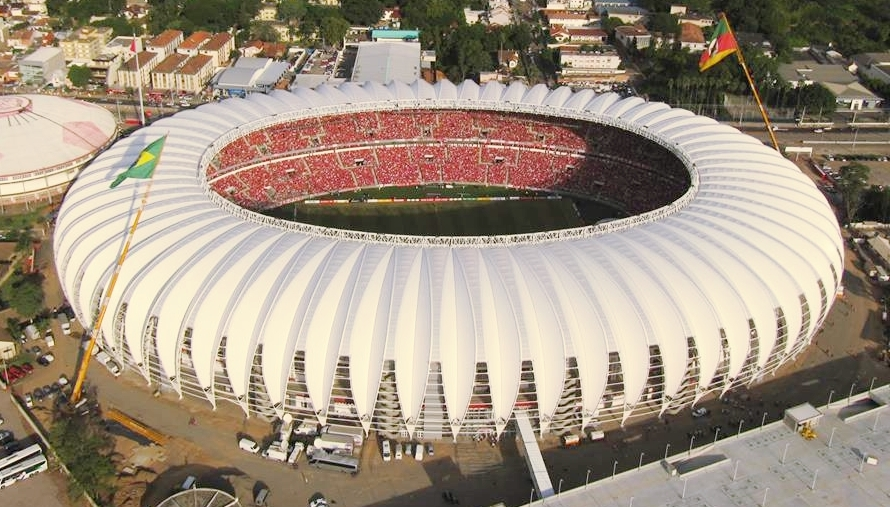
Estádio Beira-Rio

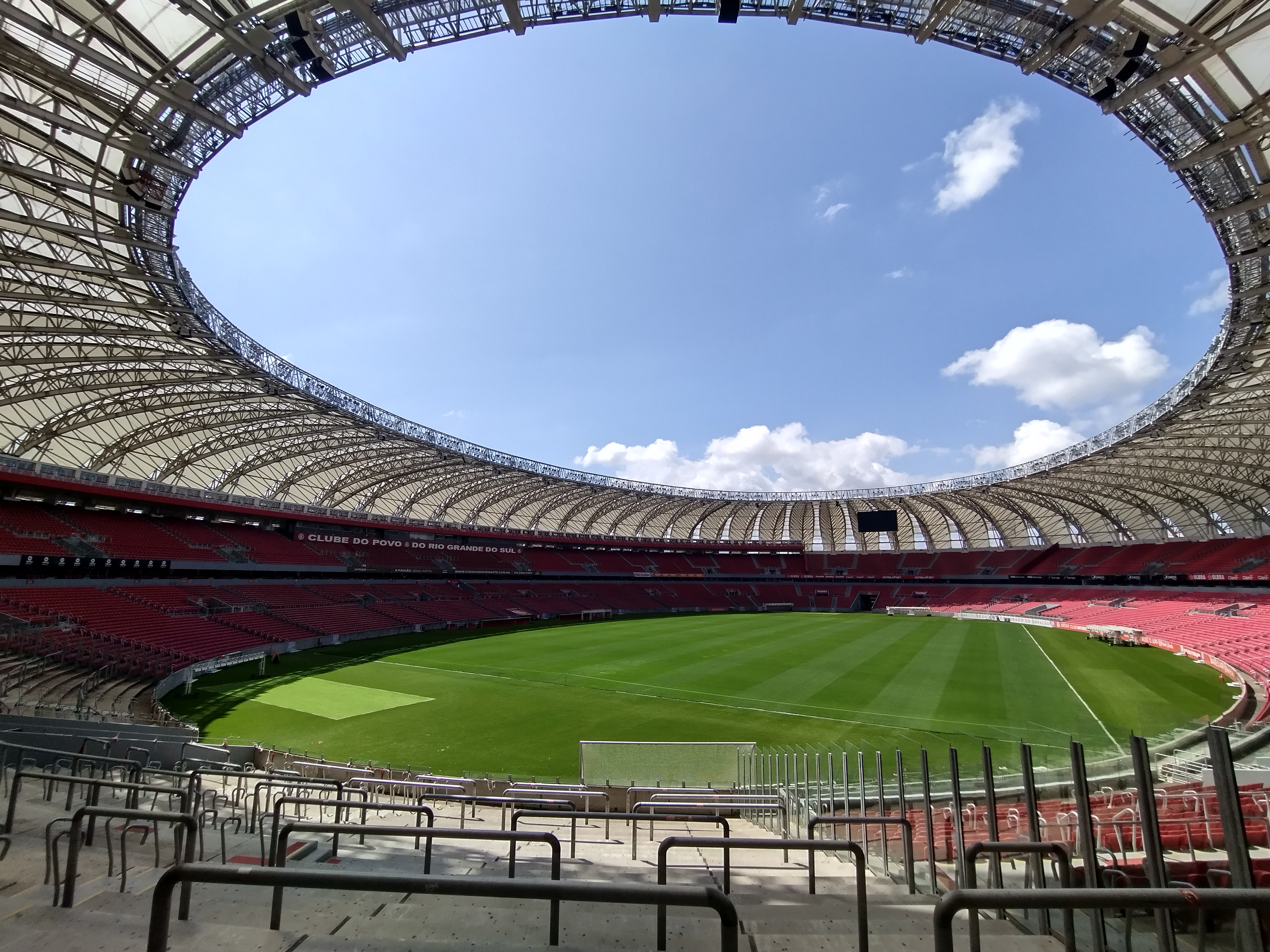
Interior do estádio

Estádio José Pinheiro Borda, conhecido como Beira-Rio ou Gigante da Beira-Rio, é um estádio de futebol brasileiro localizado às margens do lago Guaíba, na cidade de Porto Alegre. Pertencente ao Sport Club Internacional, é o 10.º maior estádio do Brasil e tem capacidade para 50 982 torcedores.
O Beira-Rio foi inaugurado oficialmente em 6 de abril de 1969, numa partida amistosa entre a equipe do Internacional e o Benfica, de Portugal, para um público de mais de 100 mil pessoas. O jogo acabou em 2 a 1 para o time brasileiro, uma vitória histórica contra uma das melhores equipes da época, e que contava, entre outros craques, com Eusébio.
Desde então, o Beira-Rio foi palco de grandes momentos do futebol brasileiro e mundial, como finais do Campeonato Brasileiro, da Copa Libertadores da América, da Copa Sul-Americana, da Copa do Brasil e cinco jogos da Copa do Mundo FIFA de 2014, além de competições internacionais e partidas da Seleção Brasileira.
O Beira-Rio passou por um grande processo de modernização visando à Copa do Mundo de 2014. As obras do projeto denominado Gigante para Sempre começaram em março de 2012 e duraram cerca de dois anos. Neste período, o estádio foi adaptado às exigências e padrões internacionais do futebol estipulados pela FIFA, tornando-se mais confortável e seguro.

### SESC Campestre
O time de futebol feminino do clube joga na sede campestre do SESC, em Porto Alegre, desde 2020.

## Torcida

### Estatísticas

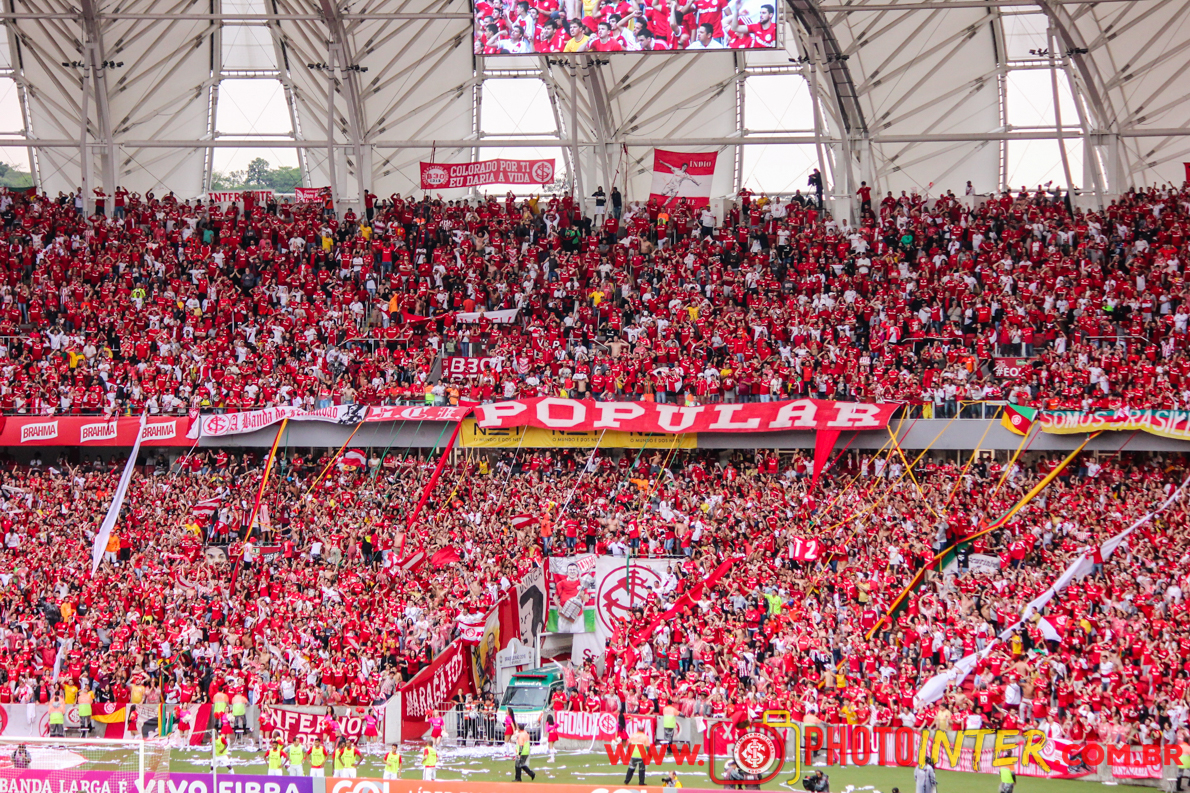
Torcida do Internacional no Beira-Rio.

Conforme pesquisa por amostra realizada pelo Datafolha em agosto de 2019, com margem de erro de dois pontos percentuais, 3% da população brasileira torce pelo Internacional, que tem a oitava maior torcida do país, em empate técnico com Palmeiras, Vasco, Cruzeiro, Grêmio, Santos, Atlético Mineiro e mais oito clubes.
Outro dado analisado com relação às torcidas é o total de apostas na Timemania, na qual o Inter é o sétimo colocado entre os clubes brasileiros desde o lançamento da loteria, com 3,6% do total de apostas. Historicamente, a popularização do Inter ocorreu no período 1940–1955, com o chamado Rolo Compressor. Décadas depois, o clube reforçou sua hegemonia no futebol gaúcho nos anos 1970. Já nessa época, o Colorado ganhara o epíteto de maior torcida do Sul, fato que inclusive foi registrado na marquise do Beira-Rio. O Sport Club Internacional é chamado afetivamente de Clube do Povo do Rio Grande do Sul.

### Torcidas organizadas

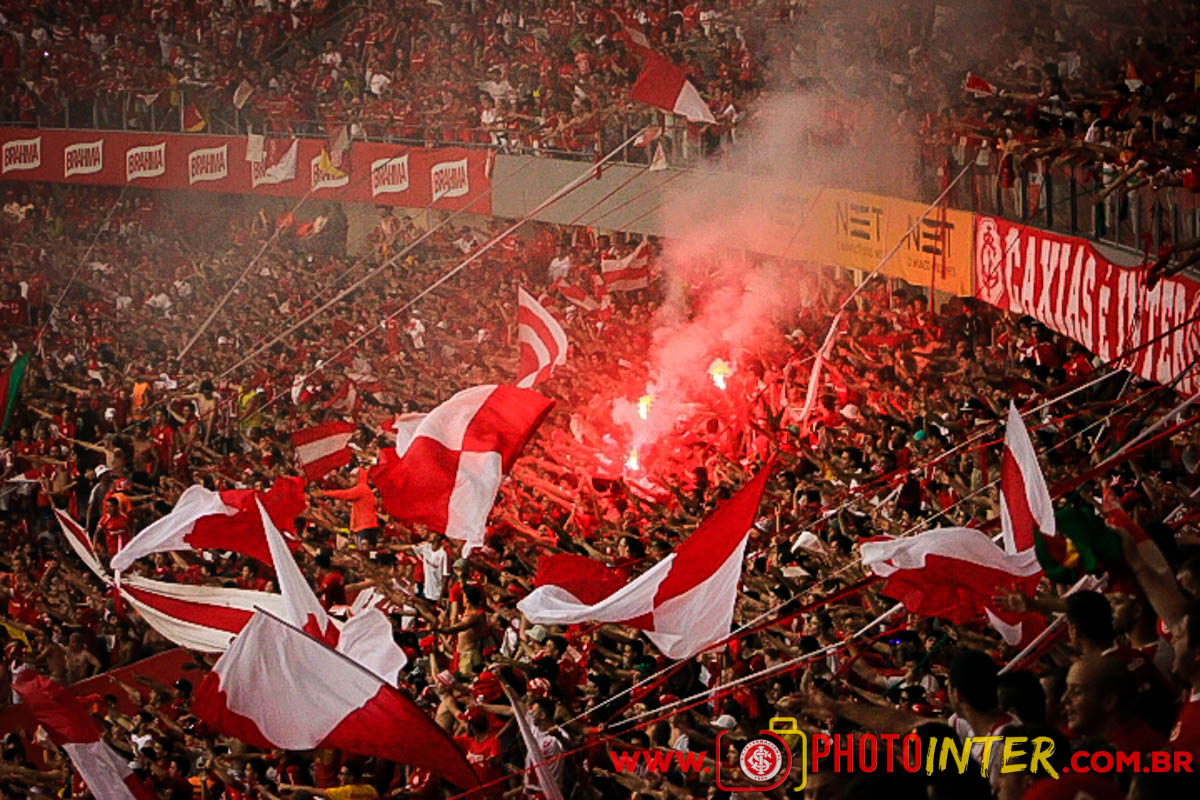
Guarda Popular do Internacional.

O Internacional é pioneiro em torcidas organizadas. Nos anos 1940, comandados por Vicente Rao, o Colorado teve a primeira torcida organizada de que se tem notícia no Brasil, na época do lendário Rolo Compressor. Com o passar dos anos, os colorados foram mantendo sua paixão pelo clube, apoiando a equipe em todos os momentos e vendo seu espaço nas arquibancadas crescer. É nas excursões que as organizadas se integram com colorados de todo o Brasil, mostrando-se animadas e participativas nos jogos disputados por todas as competições do Internacional.
Hoje, o Internacional é representado por três torcidas organizadas oficiais: Camisa 12, Super F.I. O. e Nação Independente. O clube possui uma barra brava: a Guarda Popular. Atualmente, a Popular é o maior movimento de torcedores do clube: 90% de seus integrantes são associados ao Inter. Todas torcem com faixas, cantos e hinos, visando incentivar o clube.
- Camisa 12 - É a maior torcida organizada do Internacional, fundada em 1969 por Vicente Lomando Rao, Hernani Becker, Jorge Birolho e Victor Tavares do Santos. A Camisa 12 é a torcida organizada mais antiga do Sul do País e uma das mais tradicionais do Brasil.[127]
- Guarda Popular - Barra brava do clube que se posiciona na arquibancada inferior, atrás do gol do antigo Placar.
- Nação Independente - Situa-se na arquibancada inferior, atrás do gol do Gigantinho, ao lado da entrada de ambulância, no lado oposto ao da Guarda Popular.
- Super F.I.C.O. - Pertence ao anel superior do estádio Beira-Rio, próximo ao centro do campo.
- Roots 1909 - Posiciona-se na Superior Sul, acima da Popular, no setor 314.

### Sócios
Desde 2003, o Internacional é pioneiro no programa de sócios-torcedores. Em 2020, chegou a despontar como o clube com maior número de sócios no Brasil, contando com mais de 125 mil sócios ativos. Ao final do terceiro trimestre de 2024, o Colorado indicava ter mais de 145 mil sócios ativos, sendo 107 mil deles com as mensalidades em dia.
O alto número de sócios também se faz presente no processo eleitoral do Clube: nas eleições 9 de novembro de 2023, mais de 29.800 sócios registraram seu voto para a escolha do novo Conselho de Gestão e renovação de parte das cadeiras do Conselho Deliberativo.

### Ações contra preconceitos
No dia 28 de junho de 2019, Dia do Orgulho LGBTI, que marcava os cinquenta anos da Revolta de Stonewall, nos Estados Unidos, o Internacional criou a Diretoria de Inclusão Social, com o objetivo de combater preconceitos no clube. No mesmo dia, o Beira-Rio foi iluminado pela primeira vez com as cores da bandeira arco-íris. Ainda em 2019, o clube lançou um canal para denúncias de atos discriminatórios no seu estádio. O Internacional também manifestou apoio à causa LGBT no Dia Internacional de Combate à Homofobia e no Dia do Orgulho LGBTI, em 2020.

## Rivalidades

#### Grenal
Grenal, por vezes grafado de Gre-Nal é o clássico entre os clubes brasileiros de futebol Grêmio e Internacional, que já se enfrentaram 447 vezes desde o ano de 1909. É o clássico mais tradicional e de maior rivalidade entre dois clubes de futebol no estado do Rio Grande do Sul, já que reúne duas instituições esportivas centenárias da cidade de Porto Alegre. Foram 165 vitórias do Internacional, 141 vitórias do Grêmio e 141 empates.

#### Juvenal
Outro rival do Internacional é o Juventude, com o qual realiza um dos maiores clássicos intermunicipais do Rio Grande do Sul. Dez anos depois, em 2008, o Internacional vingou-se do Juventude, aplicando uma goleada histórica de 8–1, tornando-se campeão da edição. No confronto, foram 105 vitórias do Internacional, 35 vitórias do Juventude e 40 empates em 180 jogos.

## Estatísticas
O Internacional apresenta um dos melhores históricos entre os times brasileiros, somando cinco títulos nacionais de grande expressão, além de possuir a Tríplice Coroa Internacional: Libertadores, Mundial e Recopa, conquistados em 2006 e 2007, respectivamente.

### Participações
|  | Participações em 2025 |

| Competição           | Competição                   | Temporadas            | Melhor campanha             | Estreia | Última | P | R |
| Rio Grande do Sul    | Campeonato Gaúcho            | 81                    | Campeão (46 vezes)          | 1927    | 2025   |   | – |
| Brasil               | Campeonato Brasileiro        | 59                    | Campeão (1975, 1976 e 1979) | 1962    | 2025   |   | 1 |
| Brasil               | Série B/Taça de Prata        | 1                     | Vice-campeão (2017)         | 2017    | 2017   | 1 | – |
| Brasil               | Torneio Heleno Nunes         | 1                     | Campeão (1984)              | 1984    | 1984   |   |   |
| Brasil               | Copa do Brasil               | 30                    | Campeão (1992)              | 1989    | 2025   |   |   |
|                      | Copa Libertadores da América | 16                    | Campeão (2006 e 2010)       | 1976    | 2025   |   |   |
| Copa Sul-Americana   | 8                            | Campeão (2008)        | 2003                        | 2024    |        |   |   |
| Recopa Sul-Americana | 3                            | Campeão (2007 e 2011) | 2007                        | 2011    |        |   |   |
| Japão                | Levain Cup/CONMEBOL          | 1                     | Campeão (2009)              | 2009    | 2009   |   |   |
|                      | Mundial de Clubes da FIFA    | 2                     | Campeão (2006)              | 2006    | 2010   |   |   |

### Campanhas
| Torneio                      | Campeão                   | Vice-campeão                                       | Terceiro colocado                            | Quarto colocado            |
| ---------------------------- | ------------------------- | -------------------------------------------------- | -------------------------------------------- | -------------------------- |
| Mundial de Clubes da FIFA    | 1 (2006)                  | 0 (não possui)                                     | 1 (2010)                                     | 0 (não possui)             |
| Levain Cup/CONMEBOL          | 1 (2009)                  | 0 (não possui)                                     | —                                            | —                          |
| Copa Libertadores da América | 2 (2006, 2010)            | 1 (1980)                                           | 2 (1989, 2015)                               | 2 (1977, 2023)             |
| Copa Sul-Americana           | 1 (2008)                  | 0 (não possui)                                     | 1 (2004)                                     | 0 (não possui)             |
| Recopa Sul-Americana         | 2 (2007, 2011)            | 1 (2009)                                           | —                                            | —                          |
| Campeonato Brasileiro        | 3 (1975, 1976, 1979)      | 8 (1967, 1968, 1988, 2005, 2006, 2009, 2020, 2022) | 7 (1962, 1972, 1978, 1980, 1997, 2014, 2018) | 3 (1973, 1974, 1987)       |
| Copa do Brasil               | 1 (1992)                  | 2 (2009, 2019)                                     | 1 (1999)                                     | 1 (2016)                   |
| Série B/Taça de Prata        | 0 (não possui)            | 1 (2017)                                           | 0 (não possui)                               | 0 (não possui)             |
| Torneio Heleno Nunes         | 1 (1984)                  | 0 (não possui)                                     | 0 (não possui)                               | 0 (não possui)             |
| Campeonato Gaúcho            | 46 vezes (última em 2025) | 23 vezes (última em 2021)                          | 7 vezes (última em 2024)                     | 3 vezes (última em 2001)   |
| Copa FGF                     | 2 (2009, 2010)            | 0 (não possui)                                     | 3 (2004, 2014, 2019)                         | 4 (2006, 2012, 2013, 2015) |
| Recopa Gaúcha                | 2 (2016, 2017)            | 2 (2014, 2015)                                     | —                                            | —                          |
| Citadino de Porto Alegre     | 24 vezes                  | 9 vezes                                            | 3 vezes                                      | 0 (não possui)             |

### Elenco atual
Última atualização: 6 de agosto de 2025.

### Comissão técnica

#### Treinadores
Rubens Minelli, Ênio Andrade e Abel Braga marcaram época no Alvi-Rubro Gaúcho em função de suas conquistas. Minelli atingiu o auge de sua carreira nos anos 1970, quando estruturou o histórico time do Internacional, que contava com craques como Falcão, Figueroa e Carpegiani. Com isso, levou o Inter ao bicampeonato brasileiro em 1975 e 1976. Ênio foi outro técnico que brilhou no Internacional ao dirigir o clube na conquista do tricampeonato brasileiro, de maneira invicta, em 1979. Abel Braga, em 2006, conduziu o Internacional ao seu primeiro título da Taça Libertadores, após uma final disputada com o então campeão do mundo São Paulo. O título garantiu a presença do Internacional na Copa do Mundo de Clubes da FIFA em dezembro daquele ano. Abel não perdeu a oportunidade e conquistou o título mundial após derrotar o Barcelona na final.

### Time B
O Inter B reunia jogadores do clube com até vinte e três anos. Passaram por ele jogadores como Leandro Damião, Oscar, Eduardo Sasha, Ricardo Goulart e Rodrigo Moledo. Em 2010, conquistou o Campeonato Brasileiro Sub-23. Foi extinto em fevereiro de 2011, após uma campanha considerada ruim pela direção do clube no Campeonato Gaúcho.
O time B foi reativado em 2015, reunindo, além de atletas com vinte e três anos ou menos, jogadores não utilizados na equipe principal. Em 2021, foi novamente extinto.

#### Títulos
- Troféu Angelo Dossena: 1 (2005)
- It's Daejeon: 1 (2007)
- Copa Sub-23: 1 (2010)
- Campeonato Brasileiro Sub-23: 2 (2017, 2019)
- Copa FGF: 2 (2009, 2010)
- Campeonato da Região Sul-Fronteira: 1 (2016)
- Super Copa Gaúcha: 2 (2016, 2017)
- Campeonato Gaúcho da Terceira Divisão: 1 (2017)

## Futebol feminino
O Internacional iniciou o departamento de futebol feminino pela primeira vez em 1983. Tendo sido finalizado em 1987, ele seria retomado somente em 1996, mantendo-se ativo até 2004.
O clube só teria um novo time de futebol feminino em 2017. Na retomada, venceu os campeonatos gaúchos de 2017, 2019 e 2020, chegando a dez títulos da competição. Em 2018, o Internacional disputou novamente uma competição nacional, quando subiu da Segunda Divisão para a primeira ao chegar às semifinais do torneio e ser eliminado pelo Vitória. No ano seguinte, já na Primeira Divisão, alcançou as quartas de final em 2019, sendo eliminado pelo Flamengo, e a mesma fase no ano seguinte, perdendo para o Avaí/Kindermann.